# NGC 7673
NGC 7673 (другие обозначения — PGC 71493, UGC 12607, IRAS23252+2318, MCG 4-55-14, KCPG 584A, MK 325, 4ZW 149, KUG 2325+233, ZWG 476.42, VV 619) — галактика в созвездии Пегас.
Этот объект входит в число перечисленных в оригинальной редакции «Нового общего каталога».
В галактике вспыхнула сверхновая SN 2014ce типа II, её пиковая видимая звездная величина составила 17,0.